# Renanthera auyongii
Renanthera auyongii är en orkidéart som beskrevs av Eric Alston Christenson. Renanthera auyongii ingår i släktet Renanthera och familjen orkidéer. Inga underarter finns listade i Catalogue of Life.